# اونورا دو بوئی
اونورا دو بوئی (به فرانسوی: Honorat de Bueil) نویسنده و شاعر قرن شانزدهم میلادی اهل فرانسه است.